# فرزاد انصاری‌فر
فَرزاد انصاری‌فر (زادهٔ ۸ اسفند ۱۳۷۰ – درگذشتهٔ ۲۵ آبان ۱۳۹۸ در بهبهان خوزستان) یکی از کشته‌شدگان اعتراضات آبان ۱۳۹۸ ایران بود.

## زندگی
فرزاد انصاری‌فر، ۸ اسفند سال ۱۳۷۰ متولد شد. پدرش امین انصاری‌فر، از جانبازان جنگ ایران و عراق و از بازماندگان عملیات کربلای ۴ است. او فرزند اول خانواده بود و به سرامیک‌کاری اشتغال داشت.

## کشته شدن
ظهر روز ۲۵ آبان ۱۳۹۸ پس از پایان کار به منزل مراجعه می‌کند، دقایقی بعد لباس کارش را تعویض می‌کند و راهی کوچه می‌شود تا هم سر و گوشی آب بدهد و هم ۲ برادر کوچک‌ترش را که نگرانشان بود، به منزل برگرداند. چند نفر دیگری هم داخل کوچه نوریان، (جنب کلانتری یازده سابق) پرسه می‌زده‌اند. جایی که فرزاد ایستاده بوده کاملاً از محل درگیری‌ها دور بوده‌است. حوالی ساعت ۱:۴۵ دقیقه ظهر، فرزاد انصاری‌فر و سه نفر دیگر (یک دختر ۱۳ ساله و هر دو برادران دشتی) که در همان نقطه بوده‌اند، هدف گلوله قرار می‌گیرند. آن‌ها از پشت سر مورد اصابت گلوله قرارگرفته‌اند. گلوله‌ای که در مغز فرزاد باقی‌مانده بود از اسلحه کلاشینکف بوده‌است. او در ۱۰۰ متری منزلشان مورد هدف قرار گرفت.
پیکر وی توسط نیروهای امنیتی ابتدا به اهواز منتقل شد و ۲ روز بعد مجدداً به بهبهان برگردانده و تحویل خانواده شده و ظهر روز ۲۸ آبان ۱۳۹۸ در بهبهان به خاک سپرده شد.

## حواشی
- ویدئویی از مراسم سوگواری فرزاد انصاری‌فر در شبکه‌های اجتماعی منتشر و بازتاب بسیار داشت.[۱۷][۲۰][۲۱][۲۲][۲۳][۲۴]
- مراسم چهلم فرزاد انصاری‌فر روز ۵ دی ۱۳۹۸ در بهبهان برگزار شد.[۲۵][۲۶]
- در اردیبهشت ۱۳۹۹خواهر فرزاد انصاری‌فر با انتشار ویدئویی گفت: «فرزاد کارگری کرد تا کمک پدر جانبازم باشم. پدرم برای امنیت فرزندان ایران جنگید و جانباز شد. نمی‌دانست یک روز در جواب، جنازهٔ فرزادش را پس می‌گیرد. من تا نفس دارم دادخواه خون به ناحق ریختهٔ برادرم هستم»[۲۷]
- در ۹ خرداد ۱۳۹۹ فرزانه انصاری‌فر، خواهر فرزاد انصاری‌فر، در گفت‌وگو با شبکهٔ ایران اینترنشنال از پاسخگو نبودن مقام‌های جمهوری اسلامی در مورد کشته شدن برادرش سخن گفت.[۲۸]

### بازداشت فرزانه انصاری‌فر
- در ۲۶ تیر ۱۳۹۹ فرزانه انصاری‌فر، خواهر فرزاد انصاری‌فر در تجمع اعتراضی شهر بهبهان بازداشت شد.[۲۹][۳۰]
- فرزانه انصاری‌فر روز ۲۷ تیر با خانواده خود تماس گرفت و گفت که منتظر تصمیم قاضی برای فرستادنش به زندان اهواز یا ادامه بازداشت در بهبهان است.[۳۱]
- شبِ ۲۷ تیر فرزانه انصاری فر و نرگس درم‌گزین دو تن از بازداشت شدگان اعتراضات بهبهان، به زندان اهواز منتقل شدند.[۳۲]
- علیرضا انصاری‌فر، پسر عموی فرزاد انصاری‌فر صبح جمعه ۲۷ تیر ۱۳۹۹ برای پیگیری وضعیت فرزانه انصاری‌فر، به دفتر فرماندهی پلیس شهرستان بهبهان رفت و پس از بازگشت به منزل توسط نیروهای امنیتی بازداشت شد.[۳۲]
- امین انصاری‌فر، پدر فرزاد انصاری‌فر در یک پیام ویدئویی گفت که دخترش در حال تماشای اعتراضات بوده و مأموران امنیتی او را از میان صدها نفر بازداشت کرده‌اند. به گفتهٔ وی، وقتی همسر و دیگر دخترش برای پیگیری وضعیت فرزانه به اداره اطلاعات می‌رفتند، مأموران خودروی آنان را محاصره کرده و تیر هوایی شلیک کرده‌اند. وی افزود: «برای جنگ با دشمن به جبهه رفتم و مجروح شدم اما نمی‌دانستم دشمن ما همین‌جاست». او اضافه کرد که به فرزاد، از پشت شلیک شده و پس از ۸ ماه نه تنها قاتلش را معرفی نکرده‌اند، بلکه دخترش را به این اتهام که «صدای برادرش» شده، بازداشت کرده‌اند. امین انصاری‌فر گفت: «پایتان را از گلوی خانوادهٔ من بردارید.»[۳۳][۳۴][۳۵]
- فرزانه انصاری‌فر، روز جمعه ۳ مرداد ۱۳۹۹ با تودیع قرار کفالت از زندان سپیدار اهواز آزاد شد.[۳۶]
- دی ۱۴۰۰، فرزانه انصاری‌فر تصویری از احضاریه جدید خود را منتشر کرد. از او خواسته شده که در تاریخ ۴ دی برای رسیدگی به اتهامات خود به دادگاه کیفری بهبهان مراجعه کند. اتهامات او در این احضاریه «ضرب و جرح عمدی»، «انتشار تصاویر تحریک‌آمیز»، «عضویت در گروهک‌های منافقین»، «توهین به رهبری»، «تبلیغ علیه نظام جمهوری اسلامی از طریق شعارنویسی و شرکت در اعتراضات سال ۹۸» و «سرقت بالابر و سنگ‌پرانی علیه مأمورین انتظامی و امنیتی» بوده‌است. گفته می‌شود که این پرونده پس از شکایت رحمان بدری، فرماندهٔ سابق یگان ویژه بهبهان، و دادستان بهبهان تشکیل شده‌است.[۳۷]

### شهادت پدر فرزاد انصاری‌فر در دادگاه بین‌المللی مردمی آبان
۱۹ آبان ۱۴۰۰ در نخستین روز دادگاه بین‌المللی مردمی آبان برای رسیدگی به کشتار و سرکوب در جریان اعتراضات سراسری سال ۱۳۹۸، امین انصاری‌فر، پدر فرزاد به عنوان شاهد در دادگاه گفت: «جسد ۶ نفر از کشته‌شدگان بهبهان را به اهواز منتقل کردند و آنجا مورد کالبدشکافی قرار گرفتند. کالبدشکافی نشان داد که با اسلحه کلاشنیکف به سر فرزاد شلیک کردند.» او افزود در ده روز اول بعد از کشته شدن فرزاد شکایتی در دادگستری ثبت کردیم اما تا امروز هیچ پاسخی به شکایت ما داده نشده‌است. وی همچنین اظهار داشت که دخترش را به جرم دادخواهی خون برادرش بازداشت کردند و ۷ روز در زندان اهواز بود و پرونده او هنوز مفتوح است. همچنین برادرش را هم به اتهام تبلیغ علیه نظام بازداشت کردند.

### افزایش فشارهای قضایی بر خانوادهٔ انصاری‌فر
یک منبع نزدیک به خانوادهٔ انصاری‌فر، به بخش فارسی صدای آمریکا گفت که هم‌زمان با برگزاری دور دوم دادگاه مردمی آبان ۹۸ در لندن، مقامات قضایی ضمن تحت فشار قرار دادن خانواده انصاری‌فر، برای فرزانه انصاری‌فر سه پرونده جداگانه تشکیل داده‌اند. او با تأکید بر این که مقامات قضایی به خانواده انصاری‌فر «دارند خیلی فشار می‌آورند»، گفت: «به سراغ هر کسی که با آنها رفت‌وآمد داشته رفته‌اند و او را [برای بازجویی و تهدید] برده‌اند.» وی افزود علاوه بر تشکیل سه پرونده برای فرزانه انصاری‌فر، برای پدر، برادر و خواهر او نیز اخطاریه ارسال شده که ظرف مدت پنج روز در دادگاه (انقلاب) بهبهان حاضر شوند، اما آنها مراجعه نکرده‌اند. فرد نزدیک به خانواده انصاری‌فر همچنین گفت که پیش از این، خانه و ماشین خواهر او را آتش زده‌اند و دو عموی او را بازداشت کرده‌اند.